# Markus Näslund
Markus Sten Näslund (* 30. Juli 1973 in Örnsköldsvik) ist ein ehemaliger schwedischer Eishockeyspieler und -funktionär, der im Verlauf seiner aktiven Karriere zwischen 1990 und 2010 unter anderem 1169 Spiele für die Pittsburgh Penguins, Vancouver Canucks und New York Rangers auf der Position des linken Flügelstürmers bestritten hat. Näslund, der den Großteil seiner Karriere bei den Vancouver Canucks verbrachte und zwischen 2000 und 2008 der neunte Mannschaftskapitän der Franchise-Geschichte war, gehört zu den erfolgreichsten schwedischen Spielern, die in Nordamerika gespielt haben. Unter anderem wurde er zwischen 2002 und 2004 in drei aufeinander folgenden Jahren ins NHL First All-Star Team gewählt und erhielt 2003 den Lester B. Pearson Award.

## Karriere
Markus Näslund begann seine Karriere im Nachwuchs des schwedischen Erstligisten MoDo Hockey, bevor er beim NHL Entry Draft 1991 als sechzehnter Spieler von den Pittsburgh Penguins ausgewählt wurde. Am 20. März 1996 wurde er gegen Alek Stojanov eingetauscht. Dieses Tauschgeschäft gilt heute als das beste, das die Canucks in ihrer Vereinsgeschichte je machten: Stojanov konnte sich in der NHL nie durchsetzen, während sich Näslund zu einem Führungsspieler und Topscorer entwickelte.
Näslund hat seit diesem Tausch bisher neun Saisons für die Vancouver Canucks gespielt. Die beiden ersten Jahre in Vancouver verliefen ziemlich ereignislos, er konnte keine entscheidenden Akzente setzen. Als er zu Beginn der Saison 1997/98 vom damaligen Cheftrainer Mike Keenan nicht eingesetzt wurde, bat er den Verein darum, zu einem anderen Verein transferiert zu werden. Dieser Bitte wurde jedoch nicht entsprochen.

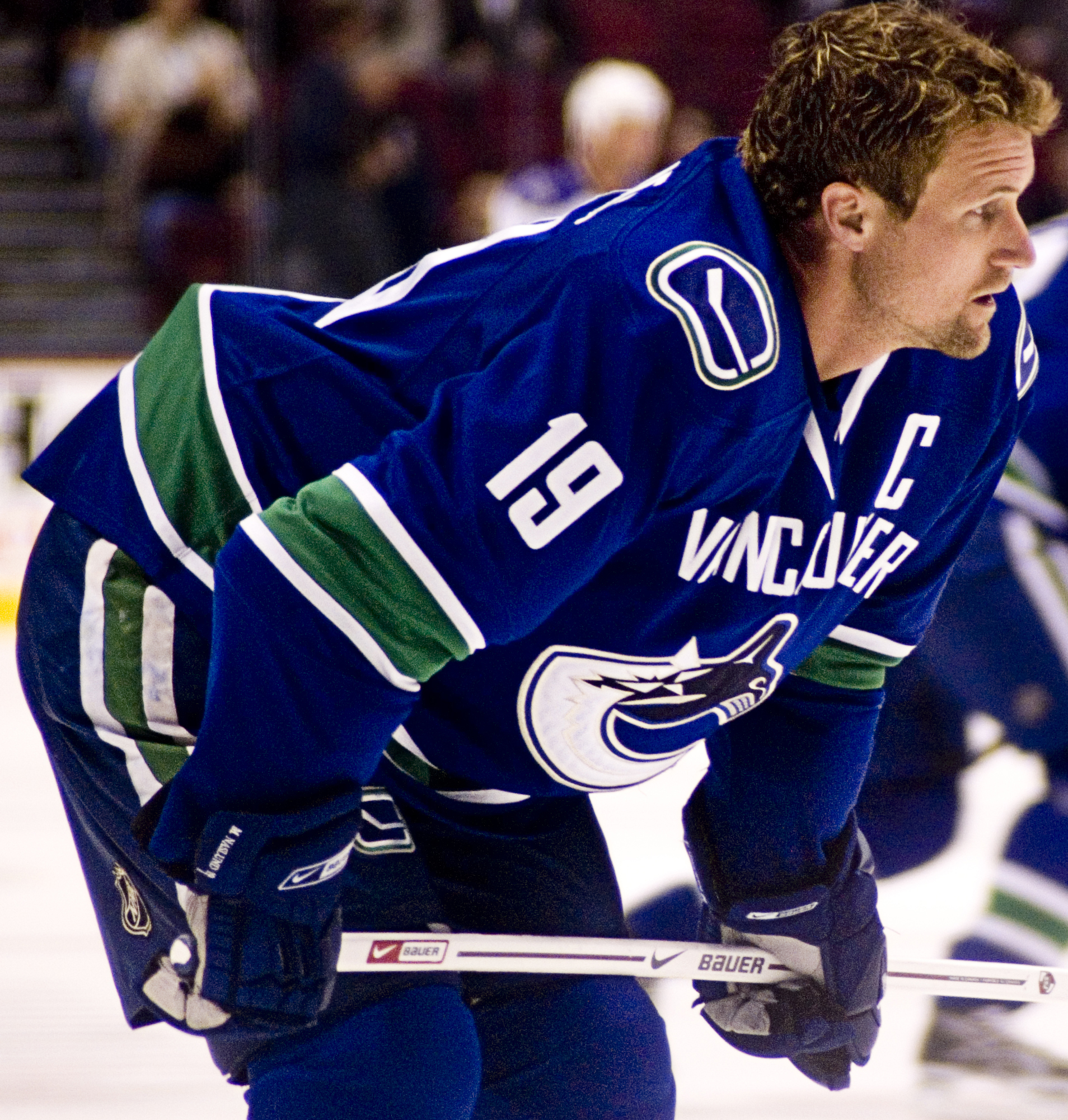
Markus Näslund im Trikot der Vancouver Canucks

In der folgenden Saison überraschte Näslund mit hervorragenden Leistungen, die ihn schließlich zum besten Torschützen und Spieler mit den meisten Punkten des Teams machten, während dieses sich in einer Phase der Umstrukturierung befand. In der Saison 2000/01 gelang ihm dann endgültig der Durchbruch, als er vom damaligen General Manager Brian Burke zum Team-Captain ernannt wurde und erneut neue persönliche Bestwerte an Toren (41) und Punkten (75) erreichen konnte. Damit führte er die Canucks zu ihrer ersten Play-off-Teilnahme seit 1996. Unglücklicherweise zog er sich gegen Ende der Saison einen Beinbruch zu, wodurch er die Play-offs nur als Zuschauer verfolgen konnte. Die Canucks schieden in der ersten Runde gegen den späteren Stanley-Cup-Sieger Colorado Avalanche aus.
Näslund erholte sich jedoch gut von seiner Verletzung und konnte in der nächsten Saison erneut seinen persönlichen Punkterekord brechen, dieses Mal gelangen ihm 90 Punkte, darunter 40 Tore.
In der Saison 2002/03 gelang ihm schließlich seine beste Ausbeute mit 48 Toren und 104 Punkten. Er gewann mit dieser Leistung den prestigeträchtigen Lester B. Pearson Award als herausragendster Spieler der regulären Saison. Jedoch musste er sich hinsichtlich des Titels des Gesamtpunktbesten seinem Landsmann Peter Forsberg von Colorado, welcher die Art Ross Trophy erhielt, geschlagen geben. Näslund fehlten am Ende zwei Punkte.
Auch die Maurice Richard Trophy als bester Torschütze konnte er nicht in Empfang nehmen, Milan Hejduk, ebenfalls von Colorado, erzielte noch zwei Tore mehr als Näslund.
Auch in der folgenden Saison führte er die Canucks wieder – inzwischen zum sechsten Mal in Folge – als bester Punktescorer an. Jedoch gelangen ihm „nur“ 35 Tore und 84 Punkte. In der Saison 2004/05, als die NHL wegen des Lockout nicht spielte, trat er in ein paar Spielen für sein Heimatteam MoDo an.
Im Mai 2009 gab er seinen Rücktritt vom aktiven Leistungssport bekannt, kehrte aber im November 2009 aufs Eis zurück, um seinem Stammverein MODO Hockey aus der Krise zu helfen. Die Vancouver Canucks gaben im Juli 2010 bekannt, sein Trikot mit der Rückennummer 19 am 11. Dezember 2010 vor einem Spiel gegen die Tampa Bay Lightning ans Hallendach zu hängen. Sie wird an keinen anderen Spieler der Canucks mehr vergeben werden. Näslund entschied seine Spielerkarriere nach der Saison 2009/10 endgültig zu beenden und wurde im Dezember 2010 von MODO Hockey als General Manager unter Vertrag genommen. Diesen Posten besetzte er bis zum Ende der Saison 2013/14.

## Erfolge und Auszeichnungen
| - 1988 TV-Pucken-Meister mit Ångermanland - 1988 Sven Tumbas Stipendium - 1991 Schwedischer U18-Juniorenmeister mit MoDo Hockey Örnsköldsvik - 1992 Schwedischer U20-Juniorenmeister mit MoDo Hockey Örnsköldsvik - 1993 Schwedischer U20-Juniorenmeister mit MoDo Hockey Örnsköldsvik - 1999 Teilnahme am NHL All-Star Game - 2001 Teilnahme am NHL All-Star Game - 2001 Viking Award - 2002 NHL-Spieler des Monats Januar - 2002 Teilnahme am NHL All-Star Game | - 2002 NHL First All-Star Team - 2003 Teilnahme am NHL All-Star Game - 2003 Lester B. Pearson Award - 2003 NHL First All-Star Team - 2003 Viking Award - 2004 Teilnahme am NHL All-Star Game - 2004 NHL First All-Star Team - 2004 Viking Award - 2008 Victoria-Cup-Gewinn mit den New York Rangers - 2010 Sperrung der Trikotnummer 19 durch die Vancouver Canucks |

### International
| - 1990 Goldmedaille bei der U18-Junioren-Europameisterschaft - 1992 Silbermedaille bei der U20-Junioren-Weltmeisterschaft - 1992 Bester Torschütze der U20-Junioren-Weltmeisterschaft - 1993 Silbermedaille bei der U20-Junioren-Weltmeisterschaft - 1993 Bester Torschütze der U20-Junioren-Weltmeisterschaft | - 1993 All-Star-Team der U20-Junioren-Weltmeisterschaft - 1993 Silbermedaille bei der Weltmeisterschaft - 1999 Bronzemedaille bei der Weltmeisterschaft - 2002 Bronzemedaille bei der Weltmeisterschaft |

## Karrierestatistik

### International
Vertrat Schweden bei:
| - U18-Junioren-Europameisterschaft 1990 - U18-Junioren-Europameisterschaft 1991 - U20-Junioren-Weltmeisterschaft 1992 - U20-Junioren-Weltmeisterschaft 1993 - Weltmeisterschaft 1993 - Weltmeisterschaft 1996 | - World Cup of Hockey 1996 - Weltmeisterschaft 1999 - Olympischen Winterspielen 2002 - Weltmeisterschaft 2002 - World Cup of Hockey 2004 |

(Legende zur Spielerstatistik: Sp oder GP = absolvierte Spiele; T oder G = erzielte Tore; V oder A = erzielte Assists; Pkt oder Pts = erzielte Scorerpunkte; SM oder PIM = erhaltene Strafminuten; +/− = Plus/Minus-Bilanz; PP = erzielte Überzahltore; SH = erzielte Unterzahltore; GW = erzielte Siegtore; 1 Play-downs/Relegation; Kursiv: Statistik nicht vollständig)